# Střelba na střední škole ve Westside
Střelba na střední škole ve Westside byla masová střelba, ke které došlo 24. března 1998 ve Westside Middle School v Craighead County v Arkansasu poblíž města Jonesboro. Třináctiletý Mitchell Johnson a jedenáctiletý Andrew Golden několika zbraněmi zastřelili pět lidí a oba byli zatčeni, když se pokusili z místa uprchnout.